# چک پیشانی‌سفید
چک پیشانی‌سفید (نام علمی: Epthianura albifrons) نام یک گونه از سرده چک‌های استرالیایی است.